# Panamerikanische Spiele 1979/Boxen
Die 8. Boxwettkämpfe der Herren bei den Panamerikanischen Spielen wurden vom 1. Juli bis zum 15. Juli 1979 in der puerto-ricanischen Hauptstadt San Juan ausgetragen. Es wurden insgesamt 44 Medaillen in 11 Gewichtsklassen vergeben.

## Medaillengewinner
| Klasse                          | Gold                          | Silber                                | Bronze                                                                 |
| ------------------------------- | ----------------------------- | ------------------------------------- | ---------------------------------------------------------------------- |
| Halbfliegengewicht (bis 48 kg)  | Héctor Ramírez Kuba           | Richard Sandoval USA                  | Eduardo Burgos Chile Gilberto Sosa Mexiko                              |
| Fliegengewicht (bis 51 kg)      | Alberto Mercado Puerto Rico   | Pedro Nolasco Dominikanische Republik | Ian Clyde Kanada Jerome Coffee USA                                     |
| Bantamgewicht (bis 54 kg)       | Jackie Beard USA              | Luis Pizarro Puerto Rico              | Héctor Lazaro Kuba Santiago Caballero Venezuela                        |
| Federgewicht (bis 57 kg)        | Bernard Taylor USA            | Naudy Piñero Venezuela                | Fernando Sosa Argentinien Felipe Orozco Kolumbien                      |
| Leichtgewicht (bis 60 kg)       | Adolfo Horta Kuba             | Roberto Andino Puerto Rico            | Rafael Rodriguez Dominikanische Republik Guillermo Fernández Venezuela |
| Halbweltergewicht (bis 63,5 kg) | Lemuel Steeples USA           | Hugo Hernández Argentinien            | José Aguillar Kuba Pedro Cruz Puerto Rico                              |
| Weltergewicht (bis 67 kg)       | Andrés Aldama Kuba            | Mike McCallum Jamaika                 | José Baret Dominikanische Republik Javier Colin Mexiko                 |
| Halbmittelgewicht (bis 71 kg)   | José Angel Molina Puerto Rico | James Shuler USA                      | Francisco de Jesus Brasilien Jorge Amparo Dominikanische Republik      |
| Mittelgewicht (bis 75 kg)       | José Gómez Kuba               | Carlos Fonseca Brasilien              | Alfred Thomas Guyana Oscar Florentín Argentinien                       |
| Halbschwergewicht (bis 81 kg)   | Tony Tucker USA               | Dennis Jackson Puerto Rico            | Patrick Fennel Kanada Clemente Ortiz Dominikanische Republik           |
| Schwergewicht (über 81 kg)      | Teófilo Stevenson Kuba        | Narciso Maldonado Puerto Rico         | Rufus Hadley USA Luis Castillo Ecuador                                 |

## Medaillenspiegel
| Rang | Land                    | Gold | Silber | Bronze | Gesamt |
| ---- | ----------------------- | ---- | ------ | ------ | ------ |
| 1    | Kuba                    | 5    | 0      | 2      | 7      |
| 2    | Vereinigte Staaten      | 4    | 2      | 2      | 8      |
| 3    | Puerto Rico             | 2    | 4      | 1      | 7      |
| 4    | Dominikanische Republik | 0    | 1      | 4      | 5      |
| 5    | Argentinien             | 0    | 1      | 2      | 3      |
| 5    | Venezuela               | 0    | 1      | 2      | 3      |
| 7    | Brasilien               | 0    | 1      | 1      | 2      |
| 8    | Jamaika                 | 0    | 1      | 0      | 1      |
| 9    | Mexiko                  | 0    | 0      | 2      | 2      |
| 9    | Kanada                  | 0    | 0      | 2      | 2      |
| 11   | Chile                   | 0    | 0      | 1      | 1      |
| 11   | Kolumbien               | 0    | 0      | 1      | 1      |
| 11   | Ecuador                 | 0    | 0      | 1      | 1      |
| 11   | Guyana                  | 0    | 0      | 1      | 1      |
|      | Total                   | 11   | 11     | 22     | 44     |